# C21
C21 er en dansk popduo fra Rungsted, Nordsjælland. Duoen består af Søren Bregendal (vokal og klaver) og David Pepke (guitar og backing vocal), og slog igennem internationalt i starten af 2000’erne med sangene “Stuck In My Heart” og “All That I Want”. Efter en pause på over 15 år vendte de tilbage i 2022 og udgav i 2024 deres første album i to årtier, STAY POP pt. 1.
Over deres 15 år lange pause har begge medlemmer udgivet ét solo album hver, først Bregendal med albummet Life Is Simple Not Easy (2007) og senere Pepke med Tuesday Sessions (2010). C21 blev i 2014 gendannet til en one/off performance, i forbindelse med et bryllup. Uden for gruppen har Pepke siden 2012 ejet møbelsnedkerfirmaet Pepke Furniture i Helsingør, mens Bregendal bl.a. har haft en karriere som skuespiller i både film og tv.

## Historie

### 1998–2006: Begyndelse og Internationalt gennembrud
Bandet blev dannet i 1998, da den kendte danske musikproducer Lars Quang hørte Søren Bregendal synge i omklædningsrummet efter at have været med til sin søns fodboldkamp. Quang var imponeret over Bregendals stemme og inviterede ham efterfølgende ind i sit studie for at teste hans sangevne. Bregendal tog sin skolekammerat Esben Duus med til studiet og C21 var hermed dannet.
I 2000 spillede duoen som opvarmningsband til en fødselsdagsfest på et gymnasie, her mødte de to unge drenge David Pepke, som efterfølgende blev en del af gruppen. C21 gik herefter fra at være en duo til nu at være en trio.
I 2002 udgav gruppen deres debutsingle "Stuck In My Heart", som gav gruppen sit gennembrud i Sydøstasien, (og specielt i Thailand).
I 2003 udkom C21 med deres selvbetitlede debutalbum. Albummet blev det bedst sælgende debutalbum fra et dansk boyband nogensinde i Danmark. De blev også Danmarks mest succesrige boyband nogensinde. Herefter fulgte singlerne "You Are The One" og "She Cries", hvor førstnævnte toppede hitlisten i Sydkorea.
Albummets fjerde single, "One Night In Bangkok", solgte specielt godt. Den blev udgivet 29. september 2003. Sangen var oprindeligt et nummer af Murray Head fra 1984. Ironisk nok blev versionen fra 1984 ulovlig i netop Bangkok.
I 2004 udgav C21 deres andet album, Listen. Albummet peakede som #22 på hitlisten og affødte to singler. Første single var "All That I Want", der nåede #6, singlen blev den mest spillede sang på dansk radio det år. Anden og sidste single "Tell Me Why It Ain't Easy" der nåede #18. Albummet modtog fire ud af seks stjerner i musikmagasinet GAFFA.
I marts måned 2005 valgte Duus at forlade gruppen, ifølge Pepke skete det fordi Duus ikke harmonerede socialt med de to øvrige medlemmer og ikke fandt sig til rette i rampelyset. Bregendal og Pepke fortsatte herefter som en duo
I december 2005 udgav de julesangen "The Spirit Of Christmas", som kom med på cd'en Verdens Største Børnekor til fordel for Børns Vilkår. Dette blev også gruppens sidste single inden "Tricks" fra 2023.
Da duoen i 2006 var under optagelserne til deres tredje album besluttede de at gå på pause i ubestemt tid, for at afprøve nye veje. Bregendal ønskede at prøve lykken som solokunstner og Pepke ville rejste tværs over USA med sin guitar for at finde sig selv.

### 2007–2021: Pause, soloprojekter og one/off performance
I tiden efter C21 gik på pause valgte Pepke at aftjene sin værnepligt med hærens basisuddannelse, herefter arbejdede han som tjener på en restaurant i en årrække.
I 2007 annoncerede Bregendal sin solo karriere, Hans første solo udgivelse var med sangen Take The Fall der var den første ud af to singler til at promovere hans debut soloalbum Life Is Simple Not Easy. Sangen Take The Fall formåede ikke at indtage en placeringen på hitlisten, men fandt derimod succes på den Danske Base Chart Liste som nr. 18, herefter udgav Bregendal anden og sidste single Every Breath I Take, som ligeledes også chartede på Base Chart Listen her som nr. 31. Debutalbummet Life Is Simple Not Easy (2007) opnåede hverken en plads på Hitlisten eller nogen andre steder og albummet modtog 2 ud af 6 stjerner af GAFFA [2]. Derudover er det Bregendals eneste udgivet soloalbum til dato.
I 2010 forsøgte Pepke sig ligesom Bregendal også med en solokarriere, med debutalbummet Tuesday Session, det lykkedes ikke albummet at indtage en plads på hitlisten.
Pepke udgav i 2011 singlen "Yellow Sign".
I 2012 dannede Bregendal bandet Lighthouse X sammen med Johannes Nymark og Martin Skriver. bandet gik i opløsning i 2016.
I 2013 var planen at Bregendal skulle udgive albummet Sorensen, der eftersigende skulle have været dansksproget og indeholde samarbejdsprojekter med en række DJ’s. Det er uklart hvorfor dette album aldrig blev udgivet.
I 2014 blev Søren Bregendal og David Pepke genforenet som C21 for første gang siden 2006. De spillede en one/off koncert hvor de optrådte med sangene "Stuck In My Heart", "All that I want" og "You Just Wait And See" på Bastionen & Løven i København anledning af en af Bregendals private venners bryllup på samme dag.
I 2019 udgav B.T. en artikel om C21 og om hvor de hver var i dag, her afslørede Bregendal og Pepke at de to talte om en genforening sidste gang de to mødes

### 2022–nu: Reunion
Efter en pause på næsten 16 år blev C21 i 2022 gendannet i al hemmelighed. Genforeningen blev første gang offentliggjort i efteråret 2023 i Aftenshowet på DR1, hvor duoen annoncerede, at de arbejdede på deres første album i over 20 år. Albummet, STAY POP pt. 1, blev udgivet den 19. april 2024.
Til promovering af albummet blev der udsendt fem singler: “Tricks”, “Here’s To Life”, “One of Us Is Lonely”, “Family” og “Quit The Show”. Singlen “Here’s To Life” opnåede en placering som nr. 63 på den danske iTunes Top 100-liste.
I 2024 påbegyndte C21 deres første turné i 19 år. Turnéen, kaldet Boyband Tour, omfattede optrædener sammen med grupperne Blue og BoysLife, sidstnævnte bestående af tidligere medlemmer fra Backstreet Boys og Westlife. Samme år spillede C21 også en koncert i Forum i København sammen med Nick Carter fra Backstreet Boys.
C21 udgav deres fjerde studiealbum, STAY POP pt. 2, den 28. marts 2025. Albummet opnåede en placering som nr. 73, på iTunesTop 100 DK og indeholder singlerne “Wrap Your Arms Around Me”, “Live a Lie”, “Never Gone” og “Rocky”.

## Inspirator
I anledning af en Instagram Live session, på Søren Bregendals private profil i 2023. Blev Bregendal spurgt af en seer, om hvem C21 var inspireret af i deres unge dage. Hertil kunne Bregendal nævne den britiske sanger Gary Barlow, samt Barlows pop gruppe Take That.

## Medlemmer

### Nuværende medlemmer
- Søren Bregendal: 1st vocal, sangskrivning og piano (1998–2006; 2014 (one/off); 2022–)
- David Pepke: backing vokal og guitar (2000–2006; 2014 (one/off); 2022–)

### Tidligere medlemmer
- Esben Duus: 2nd vocal, sangskrivning og guitar (1998–2005)

## Diskografi
- C21 (2003)
- Listen (2004)
- STAY POP pt. 1 (2024)
- STAY POP pt. 2 (2025)

## Turnéer

### Main line-up
- C21 Tour (2003–2004)
- 2005' Tour (2005)
- Boy Band Tour med Blue og Boyslife (2024)

### Co-line-up
- Summer Tour hos Snurre Snup (2003)
- C21 Forum koncert med Nick Carter (2024)